# ファミリかしわ
ファミリかしわ（英文名称：Family Kashiwa）は、千葉県柏市柏の柏駅東口駅前にあるショッピングセンターである。

## 概要
1973年9月29日オープン。丸井柏店（現：柏マルイ）が初代の建物（日本屋ビル、現在は東口駅前広場で、日本屋自体は1階で継続して営業している）からの建て替えで「柏駅前第一商業協同組合ビル」として丸井がリニューアルオープンするとともに開業した。
当時は柏駅東口再開発に沸いた頃であり、ファミリかしわオープン前には東口のダブルデッキ（日本初のペデストリアンデッキ）が完成。その後、ファミリかしわがオープンした。更にその後同年には柏そごう（2016年9月閉店）、柏髙島屋（現在の本館高島屋）とたて続けに百貨店がオープンした。
ファミリかしわは、前述の「柏駅前第一商業協同組合ビル」に専門店が入居している。これらの店舗は元々柏駅東口の地権者が殆どであり、スカイプラザに入居しなかった地権者がファミリかしわに入居したのがはじまりである。これらの店舗で「柏駅前第一商業協同組合」を形成しており、ビルの中の商店街となっている。

## 出店店舗
柏駅前第一商業協同組合ビルの地下1階〜5階の一部に専門店が入居している。そのうち、地下1階はゲームセンターが殆どを占めている。柏マルイ（旧：柏VAT）閉店後は、地下1階〜5階の一部、及び6階〜8階は閉鎖されている。
かつてはカメラ店・学生服店・手芸店・着物店等も存在していた。しかし柏VATが開業するとその影響もあってか、元々の地権者テナントがいくつか閉店・移転する一方で、当時の柏VATのターゲット顧客である10代から20代向けの店舗（主にギャル系ファッションの店舗）が多く入居するようになった。2014年8月8日には、かつては地権者テナントとして2階で営業していた「ドラゴンカメラ」の跡地に「AppBankStore」（iPhone関連グッズや、AppBank代表取締役であるマックスむらい関連グッズのショップ）が開業していた（現在は閉店）。
2025年2月22日まで、3階には「柏駅前行政サービスセンター」、7階には「柏市パスポートセンター」があり、「柏駅前行政サービスセンター」では住民票の交付、出生届の受付等を行っていた（住民票の交付等一部業務については、流山市や我孫子市のものも扱っていた）。同年2月26日に、「柏駅前行政サービスセンター」「柏市パスポートセンター」は柏髙島屋ステーションモール新館12階に移転集約された。跡地には同年4月6日に柏市観光協会が柏市商工会議所内から移転し、観光案内所の「まるっと柏」が新設されることになった。
2025年7月27日を以って、キーテナントである柏マルイは閉店が決定し、前述の日本屋ビル時代（1964年開業）からあわせて62年の歴史に幕を閉じることになった。なお、ファミリかしわの専門店部分、およびかつての柏マルイである柏モディは営業を継続する。柏マルイ内の一部テナントは、柏モディに移転して営業を継続し、事実上柏モディに一本化されることになった（ただし一部テナントは、スカイプラザへの移転となる）。また、柏マルイの区画だった6階以上と、5階以下の一部区画について、今後別の商業施設を入居させる方向であることが明らかになっている。

## その他
- 毎年年末には、「千円札つかみ取り」が恒例行事として行われる。福引（ガラポン）で当選すれば、「千円札つかみ取り」や「十円・百円ミックスつかみ取り」を行うことができる。ファミリかしわに所属する店舗での買い物のみ、福引券が配布される（柏マルイ店舗は対象外）。
- 2019年まで放送されていた、千葉テレビ放送の柏まつり特番では、ファミリかしわのテレビCMを行っていたが、これは年に1度しかお目にかかれないCMでもあった。
  - 奇しくも、丸井が閉店する2025年7月27日は、柏まつり当日でもある。柏まつりの混雑等を考慮した結果、閉店セレモニーなどは行わずに閉店となった。
- 丸井の旧型ロゴ（CICI）が、営業している店舗で現存する、数少ない店舗の1つである。2025年7月27日の閉店後、旧型ロゴの店舗はセレオ国分寺（丸井国分寺店）、吉祥寺店のみとなる。
- 正面入口側の窓には、入居している専門店やテナントの広告が至る所に貼ってあり、窓枠の形とも相まって、ニンテンドーDSのソフトのように見えるとも言われている[6]。